# Herbert Boeckl
Herbert Boeckl (Klagenfurt, 3 de junio de 1894 - Viena, 20 de enero de 1966) fue un pintor expresionista austríaco, perteneciente al Grupo de Viena. 
En 1912 fue rechazado de la Academia de Bellas Artes de Viena, estudiando luego en la Universidad Politécnica y dando clases privadas con Adolf Loos. De 1914 a 1918 fue oficial en la Primera Guerra Mundial. Después de la guerra comenzó en la pintura como autodidacta. Viajó a Berlín y Palermo, pero sobre todo un viaje a París en 1923 contactó con el arte moderno. En 1927 realizó su primera gran exposición en la Secesión de Viena. De 1935 a 1939 fue profesor en la Facultad de Educación de la Academia de Bellas Artes de Viena (Allgemeine Malschule an der Akademie der bildenden Künste). Participó en las exposiciones de 1935 en Bruselas y de 1937 en París. 
Después de la guerra fue brevemente rector de la Academia de Viena. En la década de 1950 viajó a España, donde estudió intensivamente los frescos románicos para la realización en 1952 de la capilla Seckau de Estiria, una de sus principales obras. Asimismo, estancias en Grecia (1955) y Egipto (1959) influyeron en su obra.
En 1958 participó en la exposición de Bruselas y en 1959 en la de São Paulo. En 1950 y 1964 representó a su país en la Bienal de Venecia. Desde 1952 el artista fue miembro honorario, y desde 1960 miembro de pleno derecho de la Secesión de Viena. De 1962 a 1965 fue de nuevo rector de la Academia de Bellas Artes de Viena.